# Escuelas Públicas de Santa Fe
Las Escuelas Públicas de Santa Fe (Santa Fe Public Schools) es un distrito escolar de Nuevo México. Tiene su sede en Santa Fe. El consejo de educación ("board of education") tiene cinco miembros.

## Escuelas
Escuelas preparatorias:
- Capital High School
- Santa Fe High School
- SER / Career Academy